# Filmfare Award de la meilleure chanteuse de play-back
 (mars 2016).
Si vous disposez d'ouvrages ou d'articles de référence ou si vous connaissez des sites web de qualité traitant du thème abordé ici, merci de compléter l'article en donnant les références utiles à sa vérifiabilité et en les liant à la section « Notes et références ».

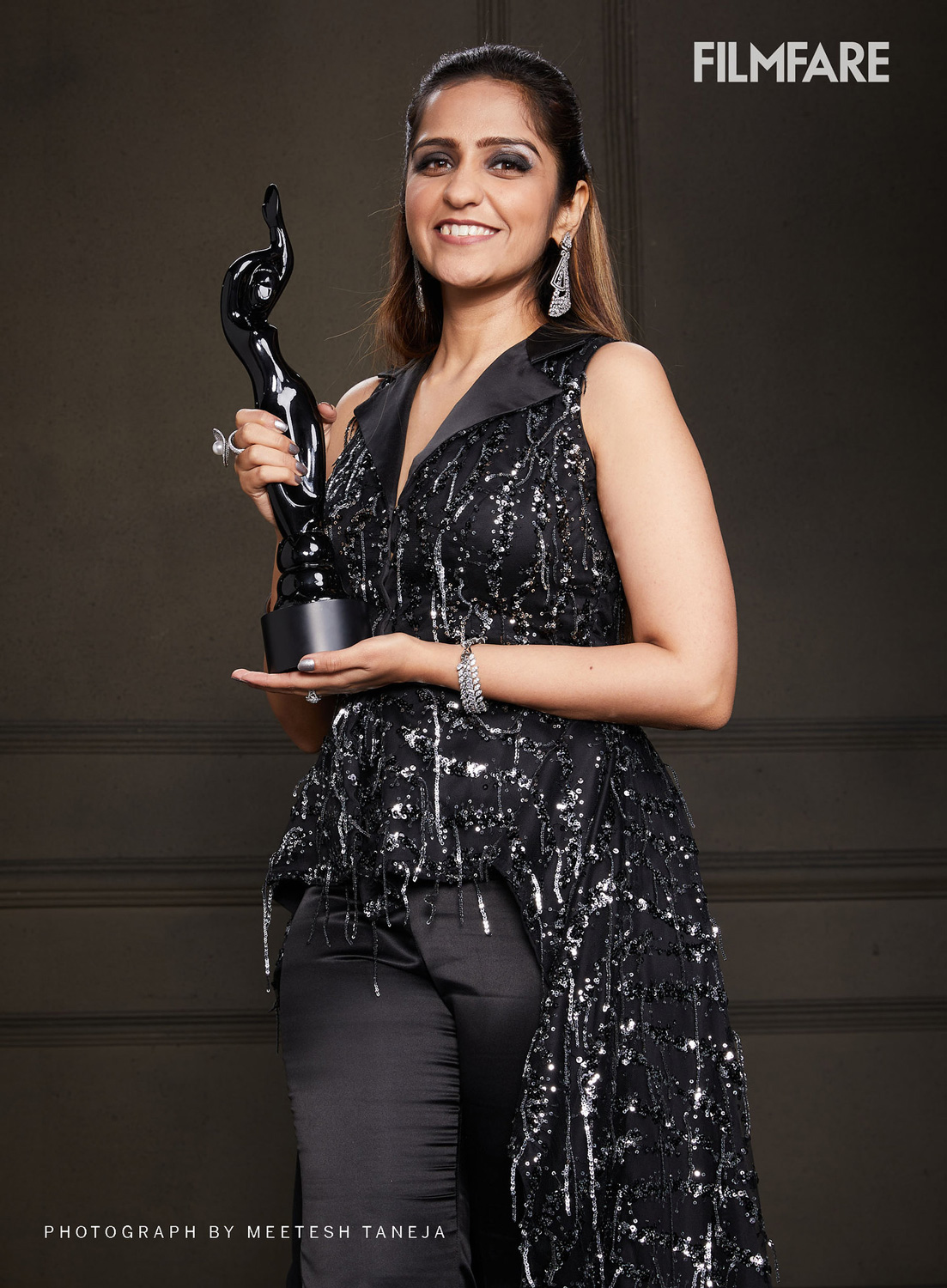
Asees Kaur, 66e Filmfare Awards, le 27 mars 2021 à Mumbai, prix de la meilleure chanteuse (femme) pour la chanson "Hui Malang".

Le Filmfare Awards de la meilleure chanteuse de play-back (Filmfare Award for Best Female Playback Singer) est une récompense remise à la meilleure chanteuse de play-back indienne de l'année par le magazine Filmfare, lors de la cérémonie annuelle des Filmfare Awards, depuis 1959.
- La première lauréate fut Lata Mangeshkar pour la chanson Aaja Re Pardesi du film Madhumati, en 1959.

## Liste des lauréates et des nommées
Les lauréates apparaissent en gras.

### Années 1950-1960
- 1959 : Lata Mangeshkar - "Aaja Re Pardesi" - Madhumati
- 1960 - Pas d'attribution
  - Lata Mangeshkar - "Bhaiya Mere Rakhi Ke Bandhan Ko" - Chhoti Bahen
- 1961 - Pas d'attribution
  - Lata Mangeshkar - "Pyar Kiya to Darna Kya" - Mughal-e-Azam
  - Lata Mangeshkar - "Dil Apna Aur Preet Parai" - Dil Apna Aur Preet Parai
- 1962 - Pas d'attribution
- 1963 : Lata Mangeshkar – "Kahin Deep Jale Kahin Dil" - Bees Saal Baad
  - Lata Mangeshkar – "Aapki Nazrone Samajha" - Anpadh
- 1964 - Pas d'attribution
  - Lata Mangeshkar – "Jo Waada Kiya" - Taj Mahal
- 1965 - Pas d'attribution
  - Lata Mangeshkar – "Jyot Se Jyot Jagate Chalo" - Sant Gyaneshwar
- 1966 : Lata Mangeshkar – "Tumhi Mere Mandir" - Khandan
  - Lata Mangeshkar – "Ek Tu Na Mila" - Himalaya Ki God Mein
- 1967 - Pas d'attribution
  - Lata Mangeshkar – "Kaanto Se Kheech" - Guide
  - Lata Mangeshkar – "Lo Aagi Unki Yaad" - Do Badan
- 1968 : Asha Bhosle – "Garibon Ki Suno" - Dus Lakh
  - Lata Mangeshkar – "Baharon Mera Jeevan" - Aakhri Khat
  - Lata Mangeshkar – "Saawan Ka Mahina" - Milan
- 1969 : Asha Bhosle – "Parde Mein Rehne Do" - Shikar
  - Lata Mangeshkar – "Milti Hai Zindagi Mein" - Aankhen
  - Sharda – "Tumhari Bhi Jai Jai" - Deewana

### Années 1970
- 1970 : Lata Mangeshkar – "Aap Mujhe Achche Lagne Lage" - Jeene Ki Raah
  - Lata Mangeshkar – "Kaise Rahu Chup" - Intaquam
  - Sharda – "Tere Ang Ka Rang" - Chanda Aur Bijli
- 1971 : Sharda – "Baat Zara" - Jahan Pyar Mile
  - Lata Mangeshkar – "Babul Pyare" - Johny Mera Naam
  - Lata Mangeshkar – "Bindiya Chamkegi" - Do Raaste
- 1972 : Asha Bhosle – "Piya Tu Ab To Aaja" - Caravan
  - Asha Bhosle – "Zindagi Ek Safar" - Andaz
  - Sharda – "Aap Ke Pichhe Pad Gayi" - Ek Nari Ek Brahmachari
- 1973 : Asha Bhosle – "Dum Maro Dum" - Hare Rama Hare Krishna
  - Asha Bhosle – "Suni Suni Saason Ki" - Lal Patthar
  - Asha Bhosle – "Na Woh Soya" - Lalkaar
- 1974 : Asha Bhosle – "Hone Lagi Hai Raat Jawaan" - Naina
  - Asha Bhosle – "Hungama Ho Gaya" - Anhonee
  - Asha Bhosle – "Jab Andhera Hota Hai" - Raja Rani
  - Minu Purushottam – "Raat Piya Ke Sang" - Prem Parvat
  - Sushma Shrestha – "Tera Mujh Se Hai" - Aa Gale Lag Jaa
- 1975 : Asha Bhosle – "Chain Se Hum Ko Kabhi" - Pran Jaye Par Vachan Na Jaye
  - Asha Bhosle – "Achchhe Samay Par Tum" - Bidaai
  - Asha Bhosle – "Yeh Hawas Hai Tu Kya Jaane" - Hawas
  - Asha Bhosle – "Chori Chori Sola Singaqr" - Manoranjan
  - Suman Kalyanpur – "Behna Ne Bhai Ki Kalai" - Resham Ki Dori
- 1976 : Sulakshana Pandit – "Tuhi Sagar Hai" - Sankalp
  - Asha Bhosle – "Kal Ke Apne" - Amanush
  - Asha Bhosle – "Sapna Mera Toot Gaya" - Khel Khel Mein
  - Preeti Sagar – "My Heart is Beating" - Julie
  - Usha Mangeshkar – "Main To Aarti Utaru" - Jai Santoshi Maa
- 1977 : Hemlata – "Tu Jo Mere Sur Me" - Chitchor
  - Asha Bhosle – "I Love You" - Barood
  - Hemlata – "Sun Ke Teri Pukar" - Fakira
  - Sulakshana Pandit – "Baandhi Re Kahe Preet" - Sankoch
- 1978 : Preeti Sagar – "Mero Gaam Katha Parey" - Manthan
  - Asha Bhosle – "Layee Kahan Hai Zindagi" - Taxi Taxie
  - Sushma Shrestha – "Kya Hua Tera Wada" - Hum Kisise Kum Naheen
  - Usha Mangeshkar – "Mungda Main Gud Ki Dali" - Inkaar
- 1979 : Asha Bhosle – "Yeh Mera Dil Pyar Ka Deewana" - Don
  - Asha Bhosle – "O Saathi Re" - Muqaddar Ka Sikandar
  - Hemlata – "Aankhiyon Ke Jharokon Se" - Ankhiyon Ke Jharokhon Se
  - Shobha Gurtu – "Sayyan Rooth Gaye" - Main Tulsi Tere Aangan Ki
  - Usha Uthup – "One Two Cha-Cha-Cha" - Shalimar

### Années 1980
- 1980 : Vani Jairam – "Mere To Giridhar Gopal" - Meera
  - Chhaya Ganguly – "Aap Ki Yaad Aati Rahi" - Gaman
  - Hemlata – "Megha O Megha" - Sunayana
  - Usha Mangeshkar – "Humse Nazar To Milao" - Ikraar
  - Vani Jairam – "Aeri Main To Prem Diwani" - Meera
- 1981 : Nazia Hassan – "Aap Jaisa Koi" - Qurbani
  - Chandrani Mukherjee – "Pehchan To Thi" - Griha Pravesh
  - Hemlata – "Tu Is Tarah Se" - Aap To Aise Na The
  - Kumari Kanchan Dinkerao Mail – "Laila O Laila" from Qurbani
  - Usha Uthup – "Hari Om Hari" - Pyaara Dushman
- 1982 : Parveen Sultana – "Humen Tum Se Pyaar Kitna" - Kudrat
  - Alka Yagnik – "Mere Angne Mein" - Laawaris
  - Chandrani Mukherjee – "Mohabbat Rang Layegi" - Poonam
  - Sharon Prabhakar – "Mere Jaisi Haseena" - Armaan
  - Usha Uthup – "Rambha Ho" - Armaan
- 1983 : Salma Agha – "Dil Ke Armaan" - Nikaah
  - Anuradha Paudwal – "Maine Ek Geet Likha Hai" - Yeh Nazdeekiyan
  - Nazia Hassan – "Boom Boom" - Star
  - Salma Agha – "Dil Ki Yeh Arzoo" - Nikaah
  - Salma Agha – "Pyaar Bhi Hai Jawaan" - Nikaah
- 1984 : Aarti Mukherji – "Do Naina Ek Kahani" - Masoom
  - Anuradha Paudwal – "Tu Mera Hero Hain" - Hero
  - Chandrani Mukherjee – "Aaja Ke Teri Raahon Mein" - Lal Chunariya
- 1985 : Anupama Deshpande – "Sohni Chinab Di" - Sohni Mahiwal 
  - Salma Agha – "Jhoom Jhoom Baba" - Kasam Paida Karne Wale Ki
- 1986 : Anuradha Paudwal – "Mere Man Bajo Mridang" - Utsav
  - Kavita Krishnamurthy – "Tum Se Milkar" - Pyaar Jhukta Nahin
  - S. Janaki – "Yaar Bina Chain Kahan Re" - Saaheb
- 1987 – Pas d'attribution
- 1988 – Pas d'attribution
- 1989 : Alka Yagnik – "Ek Do Teen" - Tezaab
  - Anuradha Paudwal – "Keh Do Ki Tum" - Tezaab
  - Sadhana Sargam – "Main Teri Hoon Jaanam" - Khoon Bhari Maang

### Années 1990
- 1990 : Sapna Mukherjee – "Tirchhi Topiwale" - Tridev
  - Alisha Chinai – "Raat Bhar" - Tridev
  - Anuradha Paudwal – "Tera Naam Liya" and "Bekhabar Bewafa" - Ram Lakhan
  - Kavita Krishnamurthy – "Na Jaane Kahan Se Aayi Hain" - ChaalBaaz
- 1991 : Anuradha Paudwal – "Nazar Ke Saamne" from Aashiqui
  - Anuradha Paudwal – "Mujhe Neend Na Aaye" - Dil
  - Kavita Krishnamurthy – "Chandni Raat Hain" - Baaghi: A Rebel for Love
- 1992 : Anuradha Paudwal – "Dil Hai Ki Manta Nahin" - Dil Hai Ki Manta Nahin
  - Alka Yagnik – "Dekha Hai Pehli Baar" - Saajan
  - Anuradha Paudwal – "Bahut Pyar Karte Hain" - Saajan
  - Kavita Krishnamurthy – "Saudagar Sauda Kar" - Saudagar
- 1993 : Anuradha Paudwal – "Dhak Dhak Karne Laga" - Beta
  - Alka Yagnik – "Aisi Deewangi" - Deewana
  - Kavita Krishnamurthy – "Main Tujhe Kabool" - Khuda Gawah
- 1994 : Alka Yagnik and Ila Arun – "Choli Ke Peechhe" - Khalnayak
  - Alka Yagnik – "Baazigar O Baazigar" - Baazigar
  - Alka Yagnik – "Hum Hain Rahi Pyar Ke" - Hum Hain Rahi Pyar Ke
  - Alka Yagnik – "Paalki Pe Hoke Sawaar" - Khalnayak
- 1995 : Kavita Krishnamurthy – "Pyaar Hua Chupke Se" - 1942: A Love Story
  - Alisha Chinai – "Ruk Ruk" - Vijaypath
  - Alka Yagnik – "Chura Ke Dil Mera" - Main Khiladi Tu Anari
  - Alka Yagnik – "Raah Mein" - Vijaypath
  - Kavita Krishnamurthy – "Tu Cheez Badi Mast Mast" - Mohra
- 1996 : Kavita Krishnamurthy – "Mera Piya Ghar Aaya" - Yaraana
  - Alka Yagnik – "Aankhiyan Milao" - Raja
  - Alka Yagnik – "Raja Ko Rani Se Pyar" - Akele Hum Akele Tum
  - Shweta Shetty – "Mangta Hai Kya" - Rangeela
  - Kavita Krishnamurthy – "Pyaar Ye Jaane" - Rangeela
- 1997 : Kavita Krishnamurthy – "Aaj Main Upar" - Khamoshi: The Musical
  - Alka Yagnik – "Baahon Ke Darmiyan" - Khamoshi: The Musical
  - Alka Yagnik – "Pardesi Pardesi" - Raja Hindustani
  - Kavita Krishnamurthy – "O Yaara Dil Lagana" - Agni Sakshi
- 1998 : Alka Yagnik – "Meri Mehbooba" - Pardes
  - Alka Yagnik – "Mere Khwaabon Mein Tu" - Gupt: The Hidden Truth
  - K. S. Chithra – "Paayale Chhun Mun" - Virasat
  - Kavita Krishnamurthy – "Dhol Bajne Laga" - Virasat
  - Kavita Krishnamurthy – "I Love My India" - Pardes
- 1999 : Jaspinder Narula – "Pyaar To Hona Hi Tha" - Pyaar To Hona Hi Tha
  - Alka Yagnik – "Chhamma Chhamma" - China Gate
  - Alka Yagnik – "Kuch Kuch Hota Hai" - Kuch Kuch Hota Hai
  - Sanjivani – "Chori Chori Jab Nazrein Mili" from Kareeb
  - Sapna Awasthi – "Chaiyya Chaiyya" - Dil Se

### Années 2000
- 2000 : : Alka Yagnik – "Taal Se Taal Mila" - Taal
  - Alka Yagnik - "Chaand Chhupa Baadal Mein" - Hum Dil De Chuke Sanam
  - Kavita Krishnamurthy – "Hum Dil De Chuke Sanam" - Hum Dil De Chuke Sanam
  - Kavita Krishnamurthy – "Nimbooda" - Hum Dil De Chuke Sanam
  - Sunidhi Chauhan – "Ruki Ruki" - Mast
- 2001 Alka Yagnik – "Dil Ne Yeh Kaha" - Dhadkan
  - Alka Yagnik – "Panchhi Nadiyan" - Refugee
  - Alka Yagnik – "Haaye Mera Dil" - Josh
  - Preeti & Pinky – "Piya Piya" - Har Dil Jo Pyar Karega
  - Sunidhi Chauhan – "Mehboob Mere" - Fiza
- 2002 : Alka Yagnik – "O Rey Chhori" - Lagaan
  - Alka Yagnik – "Jaane Kyon" - Dil Chahta Hai
  - Alka Yagnik – "San Sanana" - Asoka
  - Kavita Krishnamurthy – "Dheeme Dheeme Gaaon" - Zubeidaa
  - Vasundhara Das – "Rabba Mere Rabba" - Aks
- 2003 : Kavita Krishnamurthy et Shreya Ghoshal – "Dola Re Dola" - Devdas
  - Alka Yagnik – "Aapke Pyaar Mein" - Raaz
  - Alka Yagnik – "Sanam Mere Humraaz" - Humraaz
  - Kavita Krishnamurthy – "Maar Daala" - Devdas
  - Shreya Ghoshal – "Bairi Piya" - Devdas
- 2004 : Shreya Ghoshal – "Jadoo Hai Nasha Hai" - Jism
  - Alisha Chinai – "Chot Dil Pe Lagi" - Ishq Vishk
  - Alka Yagnik – "Odhni Odh Ke" - Tere Naam
  - Alka Yagnik – "Tauba Tumhare" - Chalte Chalte
  - K. S. Chithra – "Koi Mil Gaya" - Koi... Mil Gaya
- 2005 : Alka Yagnik – "Hum Tum" - Hum Tum
  - Alka Yagnik – "Lal Dupatta" - Mujhse Shaadi Karogi
  - Alka Yagnik – "Saanwariya" - Swades
  - Sadhana Sargam – "Aao Naa" - Kyun! Ho Gaya Na...
  - Sunidhi Chauhan – "Dhoom Macha Le" - Dhoom
- 2006 : Alisha Chinai – "Kajra Re" - Bunty Aur Babli
  - Shreya Ghoshal – "Agar Tum Mil Jao" - Zeher
  - Shreya Ghoshal – "Piyu Bole" - Parineeta
  - Sunidhi Chauhan – "Deedar De" - Dus
  - Sunidhi Chauhan – "Kaisi Paheli Zindagani" - Parineeta
- 2007 : Sunidhi Chauhan – "Beedi Jalaile" - Omkara
  - Alka Yagnik – "Tumhi Dekho Na" - Kabhi Alvida Naa Kehna
  - Shreya Ghoshal – "Pal Pal Har Pal" - Lage Raho Munna Bhai
  - Sunidhi Chauhan – "Aashiqui Mein" - 36 China Town
  - Sunidhi Chauhan – "Soniye" - Aksar
- 2008 : Shreya Ghoshal – "Barso Re" - Guru
  - Alisha Chinai – "It's Rocking" -Kya Love Story Hai
  - Shreya Ghoshal – "Yeh Ishq Hai" - Jab We Met
  - Sunidhi Chauhan – "Aaja Nachle" - Aaja Nachle
  - Sunidhi Chauhan – "Sajanaji Vari Vari" - Honeymoon Travels Pvt. Ltd.
- 2009 : Shreya Ghoshal – "Teri Ore" - Singh Is Kinng
  - Alka Yagnik – "Tu Muskura" - Yuvvraaj
  - Neha Bhasin – "Kuchh Khaas" - Fashion
  - Shilpa Rao – "Khuda Jaane" - Bachna Ae Haseeno
  - Shruti Pathak – "Mar Jaava" - Fashion
  - Sunidhi Chauhan – "Dance Pe Chance" - Rab Ne Bana Di Jodi

### Années 2010
- 2010 : Kavita Seth – "Iktara" - Wake Up Sid et Rekha Bhardwaj – "Genda Phool" - Delhi-6
  - Alisha Chinai – "Tera Hone Laga" - Ajab Prem Ki Ghazab Kahani
  - Shilpa Rao – "Mudi Mudi" - Paa
  - Shreya Ghoshal – "Zoobi Doobi" - 3 Idiots
  - Sunidhi Chauhan – "Chor Bazaari" - Love Aaj Kal
- 2011 : Mamta Sharma – "Munni Badnaam Hui" - Dabangg
- Sunidhi Chauhan – "Sheila Ki Jawani" - Tees Maar Khan
  - Shreya Ghoshal – "Bahara" - I Hate Luv Storys
  - Shreya Ghoshal – "Noor-e-Khuda" - My Name Is Khan
  - Sunidhi Chauhan – "Udi" - Guzaarish
- 2012 : Rekha Bhardwaj and Usha Uthup – "Darling" - 7 Khoon Maaf
  - Alyssa Mendonsa – "Khwabon Ke Parindey" - Zindagi Na Milegi Dobara
  - Harshdeep Kaur – "Katiya Karun" - Rockstar
  - Shreya Ghoshal – "Teri Meri" from Bodyguard
  - Shreya Ghoshal – "Saibo" - Shor in the City
- 2013 : Shalmali Kholgade – "Pareshaan" - Ishaqzaade
  - Kavita Seth – "Tumhi Ho Bandhu" - Cocktail
  - Neeti Mohan – "Jiya Re" - Jab Tak Hai Jaan
  - Shreya Ghoshal – "Chikni Chameli" - Agneepath
  - Shreya Ghoshal – "Saans" - Jab Tak Hai Jaan
- 2014 : Monali Thakur – "Sawaar Loon" - Lootera
  - Chinmayi – "Titli" - Chennai Express
  - Shalmali Kholgade - "Balam Pichkari" - Yeh Jawaani Hai Deewani
  - Shreya Ghoshal – "Sunn Raha Hai" - Aashiqui 2
  - Shreya Ghoshal – "Nagada Sang Dhol" - Goliyon Ki Raasleela Ram-Leela
- '2015 : Kanika Kapoor - "Baby Doll" - Ragini MMS 2
  - Rekha Bhardwaj - "Hamari Atariya Pe" - Dedh Ishqiya
  - Nooran Sisters - "Pathaka Guddi" - Highway
  - Shreya Ghoshal – "Manwa Laage" - Happy New Year
  - Sona Mohapatra – "Naina" - Khoobsurat
- 2016 : Shreya Ghoshal – "Deewani Mastani" - Bajirao Mastani
  - Alka Yagnik – "Agar Tum Saath Ho" - Tamasha
  - Anusha Mani – "Gulaabo" - Shaandaar
  - Monali Thakur – "Moh Moh Ke Dhaage" - Dum Laga Ke Haisha
  - Palak Muchhal – "Prem Ratan Dhan Payo" - Prem Ratan Dhan Payo
  - Priya Saraiya – "Sun Saathiya" - ABCD 2

## Articles